# 埃格蘭

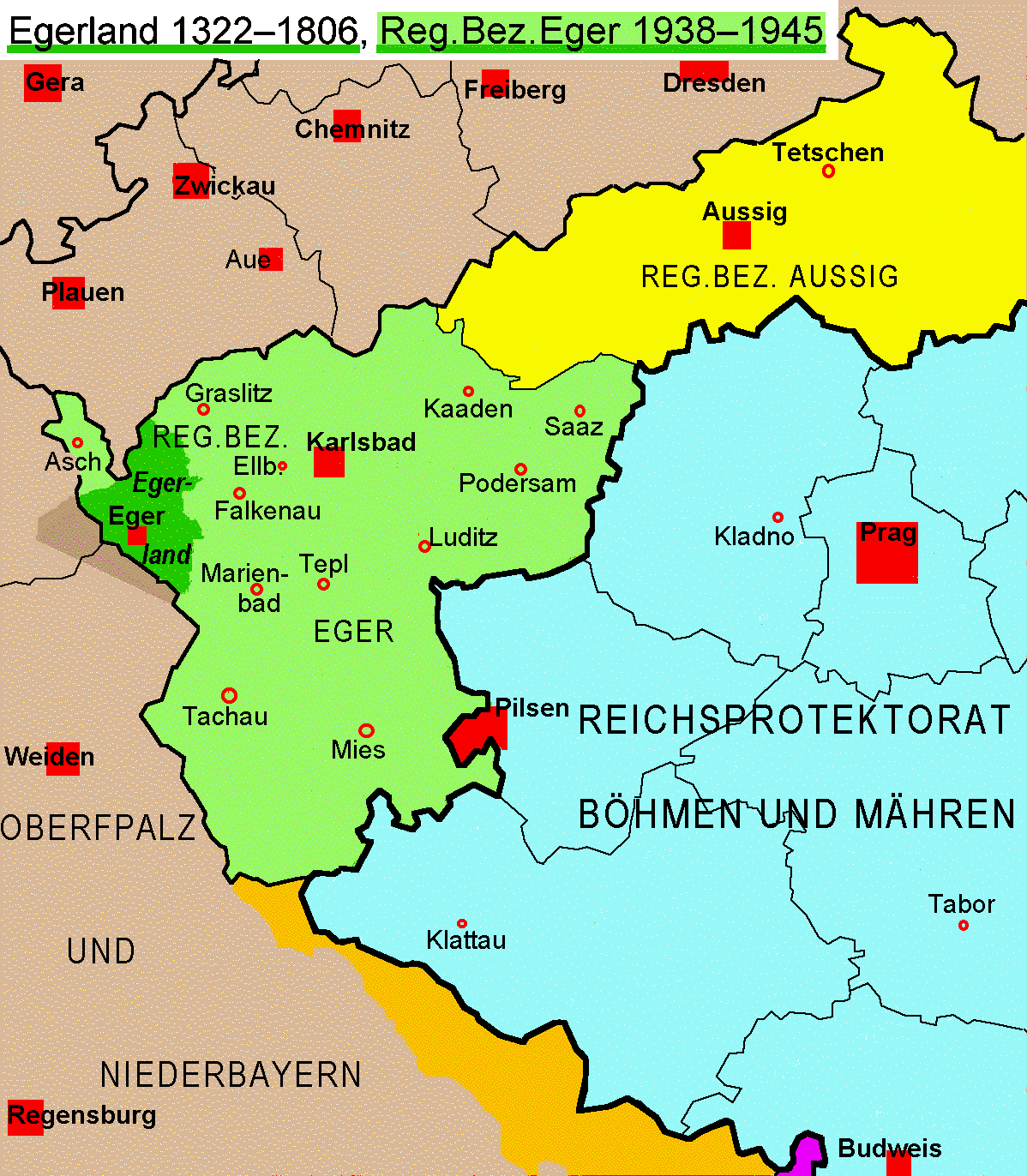
历史上的埃格蘭（1322-1806）和纳粹德国时期的区划

埃格蘭（捷克語：Chebsko；德語：Egerland；埃格蘭德語方言：Eghalånd）是捷克共和國波西米亞西北部與德國接壤的一個地區。它以埃格（捷克语为海布（Cheb））和主要河流埃格河（捷克语为奧赫熱河（Ohře）。
阿什鎮周圍的西北狹長地帶在歷史上是沃克特兰（Vogtland，在今德國薩克森州、圖林根州和巴伐利亞州之間）的一部分，然後在16世紀被併入波希米亞王冠領地的土地； 因此它也被稱為波西米亞沃克特兰（德語：Böhmisches Vogtland；捷克語：Fojtsko）。 